# Dialnet
Dialnet é um portal de difusão da produção científica hispânica que iniciou seu funcionamento no ano 2001 especializado em ciências humanas e sociais. Seu banco de dados, de acesso livre, foi criado pela Universidade da Rioja (Espanha) e constitui uma hemeroteca virtual que contém os índices das revistas científicas e humanísticas de Espanha, Portugal e América Latina, incluindo também livros (monografías), dissertações, homenagens e outro tipo de documentos. O texto completo de muitos dos documentos está disponível em linha.
No portal colaboram numerosas universidades espanholas e hispânica americanas que realizam a pré-impressão de sumários de revistas. Também incorpora bancos de dados com documentos em outras línguas.

## Estatísticas e serviços
| Estatísticas de Dialnet | Estatísticas de Dialnet |
| ----------------------- | ----------------------- |
| Revistas                | 9 681                   |
| Documentos              | 4 183 110               |
| Alertas                 | 22 381 279              |
| Utentes                 | 1 219 801               |

Dialnet é um dos serviços de busca mais utilizados no mundo académico e cultural hispânico.
- Oferece as descargas de teses doutorais de texto completo.
- Oferece um serviço de alertas, pelo que o subscritor recebe por correio electrónico os sumários das revistas das matérias que deseje.
- Permite o alojamento de revistas em edição eletrónica.
- Oferece serviços específicos aos editores.

No ranking do Laboratório de Cibermetria do CSIC, Dialnet ocupa o primeiro posto entre os portais europeus e o quarto a nível mundial.